# Lesy České republiky

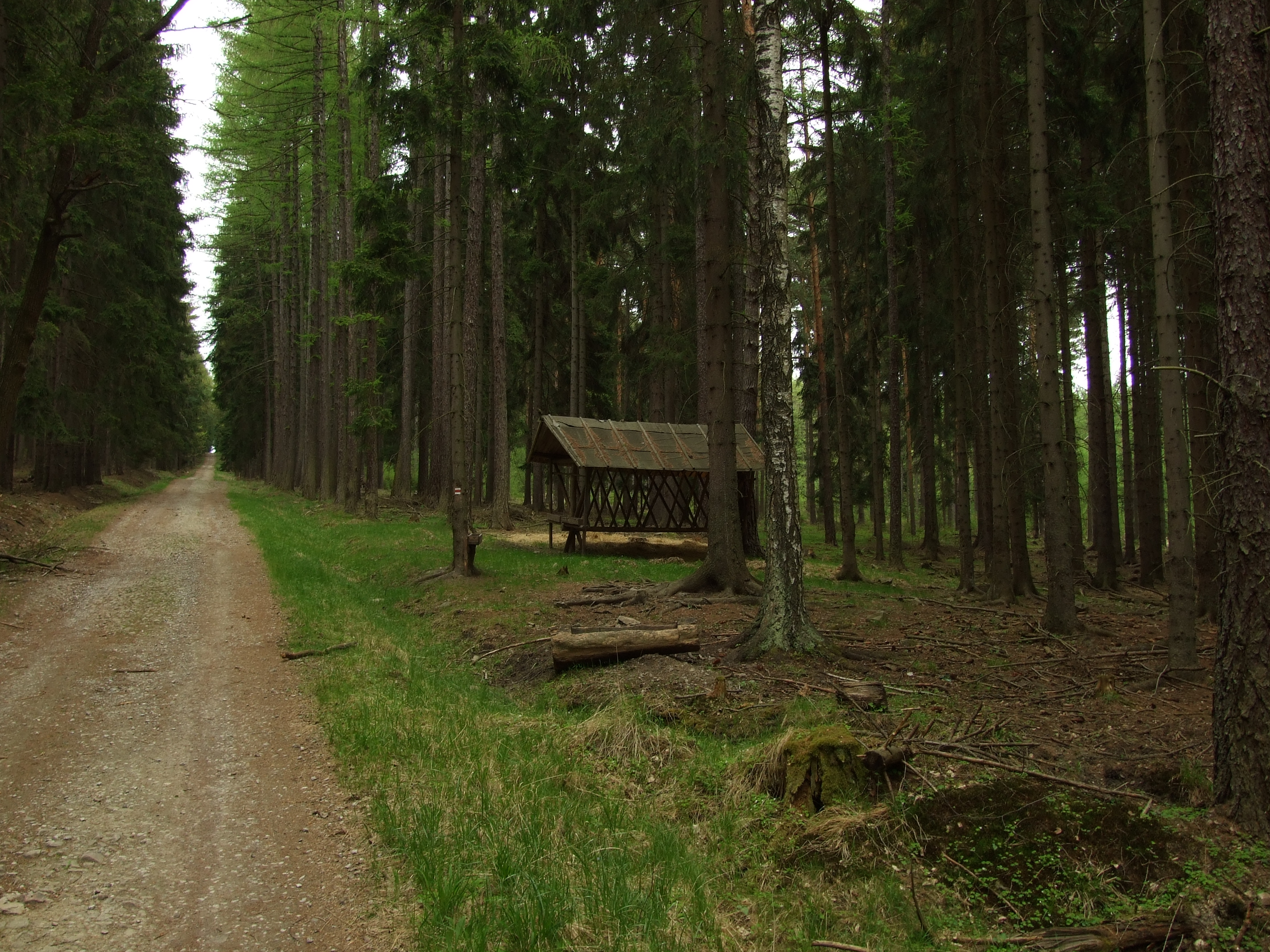
Les na brdských Hřebenech

Lesy České republiky, s.p., (LČR) je státní podnik se sídlem v Hradci Králové založený 1. ledna 1992 ministerstvem zemědělství. Hlavní činností LČR je obhospodařování většiny lesů (1,17 milionu ha), které jsou v majetku státu. Dále má podnik na starost necelých 20 tisíc kilometrů drobných vodních toků. Generálním ředitelem byl 29. listopadu 2022 jmenován Dalibor Šafařík.
Podle lesního zákona vykonává místně příslušný revírník Lesů České republiky bezplatně činnost odborného lesního hospodáře (OLH) i pro ty vlastníky lesa o výměře do 50 ha, kteří si neurčí sami svého odborného lesního hospodáře. Majitelé větších nestátních lesů si musí tuto činnost zajišťovat způsobilou osobou sami.

## Historie podniku

### 1992–2005
Státní podnik Lesy České republiky byl založen v lednu 1992 Ministerstvem zemědělství. Hlavní náplní činnosti podniku je obhospodařování více než 1,2 mil. ha lesního majetku ve vlastnictví státu (téměř 86 % rozlohy všech státních lesů) a péče o více než 38 tisíc km určených vodních toků a bystřin.
Prvním generálním ředitelem byl Jiří Oliva, který svou funkci vykonával jedenáct let od založení podniku v lednu 1992, kdy ho do funkce dosadil tehdejší místopředseda vlády Josef Lux. V září 2003 jej, bezprostředně po návratu z dovolené, odvolal tehdejší ministr zemědělství Jaroslav Palas (ČSSD). Oliva uvedl pro ČTK, že mu nebyly sděleny důvody odvolání a že v minulosti nezaznamenal žádné problémy, které by k tomu měly vést, a nemá pro to vysvětlení. Dodatečné zveřejnění předběžných závěrů prověrky NKÚ označil Oliva za neprofesionální a účelové gesto, jímž se ministr snažil obhájit personální změny.
Olivu ve funkci generálního ředitele LČR vystřídal Kamil Vyslyšel, který vypsal kontroverzní tendry na lesnické práce. S tendry, z nichž některé označily za chybné i Evropská komise a český antimonopolní úřad, se potýkali i Vyslyšelovi nástupci Vladimír Blahuta, František Koníček, Jiří Holický a Jiří Novák. Tendry provázela řada soudních sporů a státu kvůli nim hrozila několikamiliardová arbitráž. Vyslyšel byl na konci roku 2004 odvolán a ministr zemědělství Palas následně pověřil řízením podniku Vladimíra Blahutu, tehdy tamního výrobního ředitele. Ten se následně stal novým generálním ředitelem.

### 2006–2013
V únoru 2006 nový ministr zemědělství Jan Mládek (ČSSD) odvolal Blahutu. Důvodem byla další neprůhledná výběrová řízení na lesnické práce, které odsoudil i antimonopolní úřad. Blahuta se po svém odvolání stal odborným ředitelem pro řízení zahraničních projektů Lesů ČR. Mládek později jeho nástupcem jmenoval Františka Koníčka, který byl předtím poslancem ČSSD a náměstkem v podniku Lesy ČR (a od února 2006 byl pověřen řízením Lesů ČR). Sám Koníček však po několika měsících rezignoval.
Po jeho odchodu byl řízením pověřen Jiří Holický, který následně také vyhrál výběrové řízení a byl do ředitelské pozice jmenován ministrem zemědělství Petrem Gandalovičem (ODS). Během svého působení ve funkci se musel vypořádat s kalamitním stavem po orkánu Kyrill. I Holický ovšem po několika měsících rezignoval a jako hlavní důvody uvedl neshody s Ministerstvem zemědělství o vedení podniku. Po jeho odchodu byl pověřen řízením výrobně technický ředitel podniku Vladimír Dolejský.
Velmi rychle byl vybrán nový ředitel, kterým se stal Jiří Novák, který do té doby působil jako ředitel Správy Krkonošského národního parku. Ten ovšem ve funkci vydržel jen rok, než z funkce odešel, aby se stal náměstkem ministra zemědělství Petra Gandaloviče pro lesní hospodářství.
Výkonem řízení podniku byl nato pověřen tehdejší správní ředitel podniku Svatopluk Sýkora, který následně vyhrál výběrové řízení na generálního ředitele. Podnik vedl téměř čtyři roky, než po příchodu nového ministra zemědělství Petra Bendla (ODS) rezignoval. Po jeho odchodu byl správou firmy dočasně pověřen dosavadní finanční ředitel Michael Gaube. Sýkorovo vedení bylo v roce 2012 kritizováno poté, co Nejvyšší kontrolní úřad oznámil, že při kontrole zjistil porušení zákona u dvou veřejných zakázek (policie například vyšetřovala, jakým způsobem skončilo zhruba 340 milionů korun z plateb za zakázky na informační technologie u neprůhledných zahraničních firem, jež měly konta ve Švýcarsku). Nelíbilo se mu ani nakládání podniku s volnými penězi a výměny lesů v případě Radějovské obory. Lesy ČR závěry kontroly NKÚ odmítly a podaly trestní oznámení na předsedu úřadu Jiřího Kalivodu. Lesy ČR byly v té době také v hledáčku Úřadu pro ochranu hospodářské soutěže, od kterého například za tendr z roku 2010 na dodávku ochranných pracovních prostředků dostaly pokutu milion korun. Co se týká zmíněné kauzy s IT zakázkami, policie v roce 2016 obvinila pět mužů z toho, že předražili veřejné zakázky o stovky milionů korun. Pětice vyvedla z podniku kolem 300 milionů korun za fiktivní služby, peníze se přes zahraniční firmy vracely k obviněným. Mezi obviněnými byl i bývalý šéf informačních technologií Lesů ČR Jan Přibyl a čtyři podnikatelé spojení s firmami dynn a Time Import. Soud skončil v lednu 2022, kdy obviněným podnikatelům v nepravomocném rozsudku rozdal tříleté podmínky, Přibyl dostal dvouletý podmíněný trest.

### 2014–...
Volné místo generálního ředitele se následně podařilo obsadit až v dubnu 2014, kdy byl novým ministrem zemědělství Marianem Jurečkou (KDU-ČSL) do funkce jmenován Daniel Szórád, v té době manažer polské pobočky nábytkářské firmy IKEA. Problematické bylo, že Szórád byl v letech 2001 až 2009 obchodním ředitelem firmy CE WOOD, která se zabývala těžbou a zpracováním dřeva. Její smlouvy s Lesy ČR byly podle české kontrarozvědky přípravou na vytunelování státního podniku. Po zrušení smluv německý vlastník zažaloval Českou republiku u českých i mezinárodních soudů kvůli zmařené investici ve výši téměř čtyř miliard korun. Od ledna 2013 vstoupil v účinnost zákon o majetkovém vyrovnání s církvemi, který měl dopad i na majetek Lesů ČR. V lednu 2016 podnik informoval, že do té doby obdržel 2 267 výzev k vydání majetku, ve kterých církve a náboženské společnosti žádaly o vydání 49 184 pozemků (o celkové výměře 150 tisíc ha) a 1 392 staveb. D okonce roku 2016 lesy ČR vydaly pozemky o celkové výměře 120 tisíc ha a přes 300 staveb, část z nich na základě rozhodnutí Státního pozemkového úřadu.
Daniel Szórád ve funkci skončil v květnu 2018 rozhodnutím ministra zemědělství Jiřího Mileka (ANO), který byl toho času sám v demisi a jenž jeho odvolání odůvodnil nezvládnutím kůrovcové kalamity. V dubnu 2019 provedla Policie ČR razii v sídlech Lesů ČR a Ministerstva zemědělství. Detektivové se při sběru důkazů zaměřili na materiály související se společností Petra a s ní propojenou firmou T.E.P.Z., které patří mezi největší tuzemské hráče dřevařského průmyslu. Konkrétně je zajímaly dokumenty z let 2017 a 2018 týkající se zakázek na lesnické práce a prodej dřeva či spor Lesů se skupinou Petra. Policie v této věci podezřívala Szóráda, že svým jednáním způsobil státnímu podniku škodu ve výši 2,4 miliardy korun. V únoru 2021 policisté z Národní centrály proti organizovanému zločinu dokončili vyšetřování a obvinili Szóráda z porušení povinnosti při správě cizího majetku a z podvodu. Škody vyčíslili na 1,8 miliardy korun. Státní zástupce ho ale v tomto případě zprostil obvinění. V lednu 2022 policisté navrhli nové obvinění, a to, že po svém odchodu z Lesů ČR nedodržel konkurenční doložku a poškodil státní firmu, když ještě v ochranné lhůtě navázal spolupráci s Lesní společností Trhanov, kde stále působí jako manažer.
Řízením podniku byl v květnu 2018 dočasně pověřen Tomáš Pospíšil, tehdejší ředitel lesního a vodního hospodářství podniku. Po nástupu nového ministra zemědělství Miroslava Tomana (ČSSD) byl v září 2018 do funkce řádně jmenován Josef Vojáček, který měl přijít se strategií, jak čelit klimatické změně, tedy suchu a kůrovcové kalamitě. Kůrovcová kalamita způsobila rekordní výši těžby, ale také rekordní stlačení cen dřeva. Lesy ČR se tak v roce 2019 ocitly i přes zvýšenou těžbu ve ztrátě 790 milionů korun. Rok 2020 byl z tohoto pohledu o něco příznivější (podnik zaznamenal zisk 44 milionů korun), na čemž se nejen podepsalo další zvýšení těžby, ale hlavně kompenzační balíčky vlády (ve výši 2,3 miliardy korun). V případě neschválení státní pomoci podnik očekával meziroční ztrátu 1,9 miliardy korun.
Po další obměně na Ministerstvu zemědělství byl po prozatímním návratu Mariana Jurečky (KDU-ČSL) Vojáček v prosinci 2021 odvolán. Ministr to zdůvodnil neefektivní restrukturalizací podniku. Tím měl na mysli zejména, dle svého názoru, nevydařenou transformaci podniku do nové organizační struktury oblastních ředitelství a dále některá manažerská pochybení a personální politiku. Vojáček si ovšem za svou prací stál, když prohlásil, že reorganizace přinesla zjednodušení administrativy, snížení počtu administrativních zaměstnanců a pokles režijních nákladů.
Pověřeným generálním ředitelem se 22. prosince 2021 stal Jiří Groda. Nová vláda Petra Fialy začala po svém nástupu prověřovat smlouvy podniku o převodu lesů. V lednu 2022 zrušila směnu pozemků v hodnotě tří miliard korun mezi podniky Lesy ČR a Vojenské lesy a statky ČR. Smlouvu oba podniky podepsaly v polovině roku 2021 a prvního ledna 2022 měl převod začít. Údajně bylo cílem obchodu „zefektivnit hospodaření v lesích a vytvořit lepší podmínky pro zvládnutí kůrovcové kalamity“. Další podezřelou smlouvu o převodu Josef Vojáček podepsal v říjnu 2021 s ředitelem Lesní správy Lány Milošem Balákem, kterého v květnu 2021 kladenský soud nepravomocně odsoudil za ovlivnění veřejné zakázky na tři roky vězení. Lesy ČR mají podle smlouvy převést Lesní správě Lány 700 hektarů lesů, které navazují na stávající lánskou oboru a honitbu Amálie. Převod je bezúplatný, účetní hodnota celkově 704 hektarů pozemků je podle podepsané smlouvy 26,7 milionu korun - což neodpovídá údaji v registru smluv, kde je uvedena suma 242 milionů Kč. Z Vojáčkovy éry je také kauza uzavření desetileté smlouvy na odprodej většiny biomasy z lesů, kterou získala firma CB-EKO podnikatele Petra Pauknera, a to tzv. na přímo bez veřejné zakázky.
Na konci listopadu 2022 ministr zemědělství Zdeněk Nekula (KDU-ČSL) jmenoval novým generálním ředitelem Dalibora Šafaříka, který byl od června ekonomickým ředitelem podniku. Předtím působil jako ředitel Krajského ředitelství Lesů ČR v Brně a ředitel Ústavu lesnické a dřevařské ekonomiky a politiky.

## Organizační uspořádání

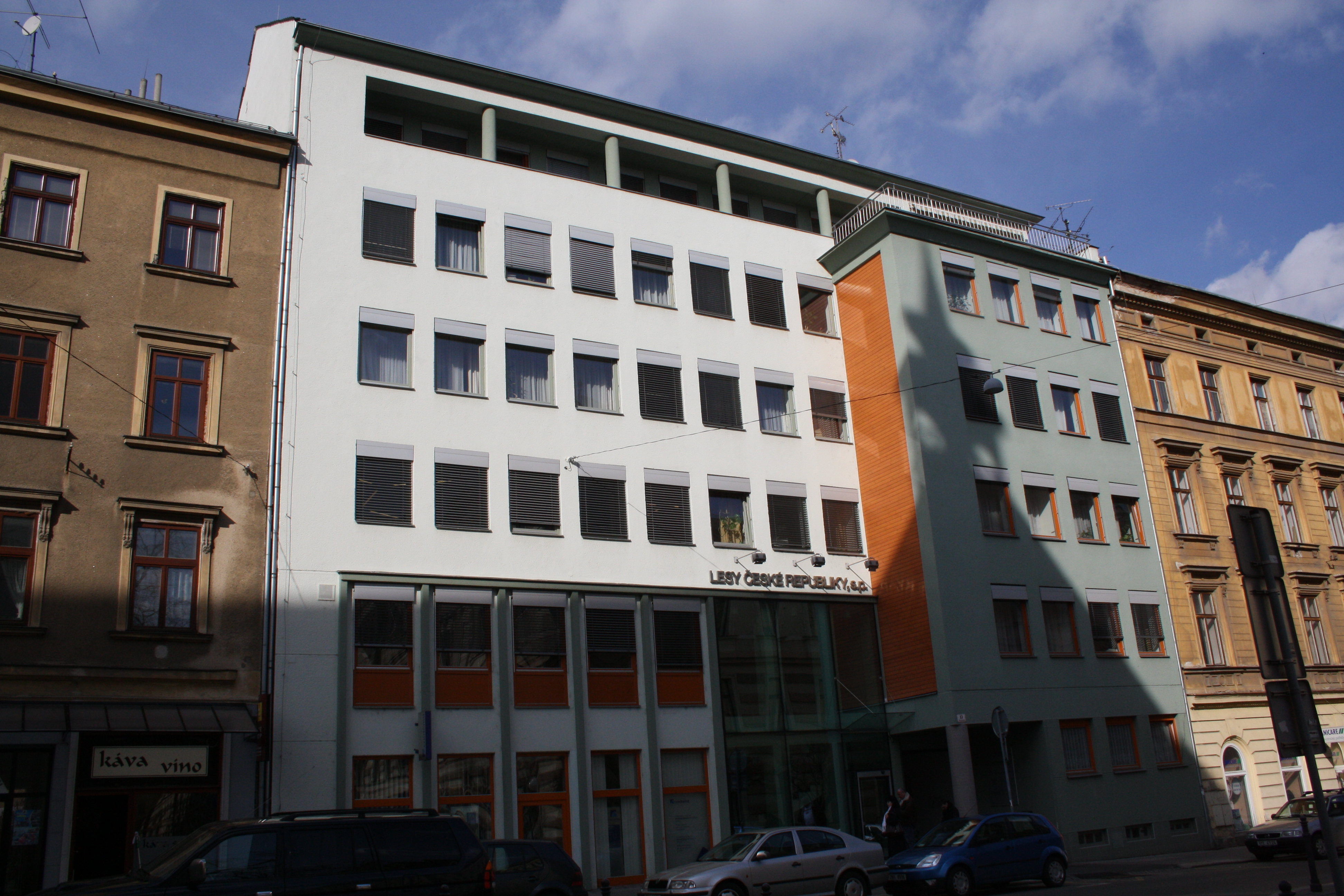
Budova krajského ředitelství v Brně

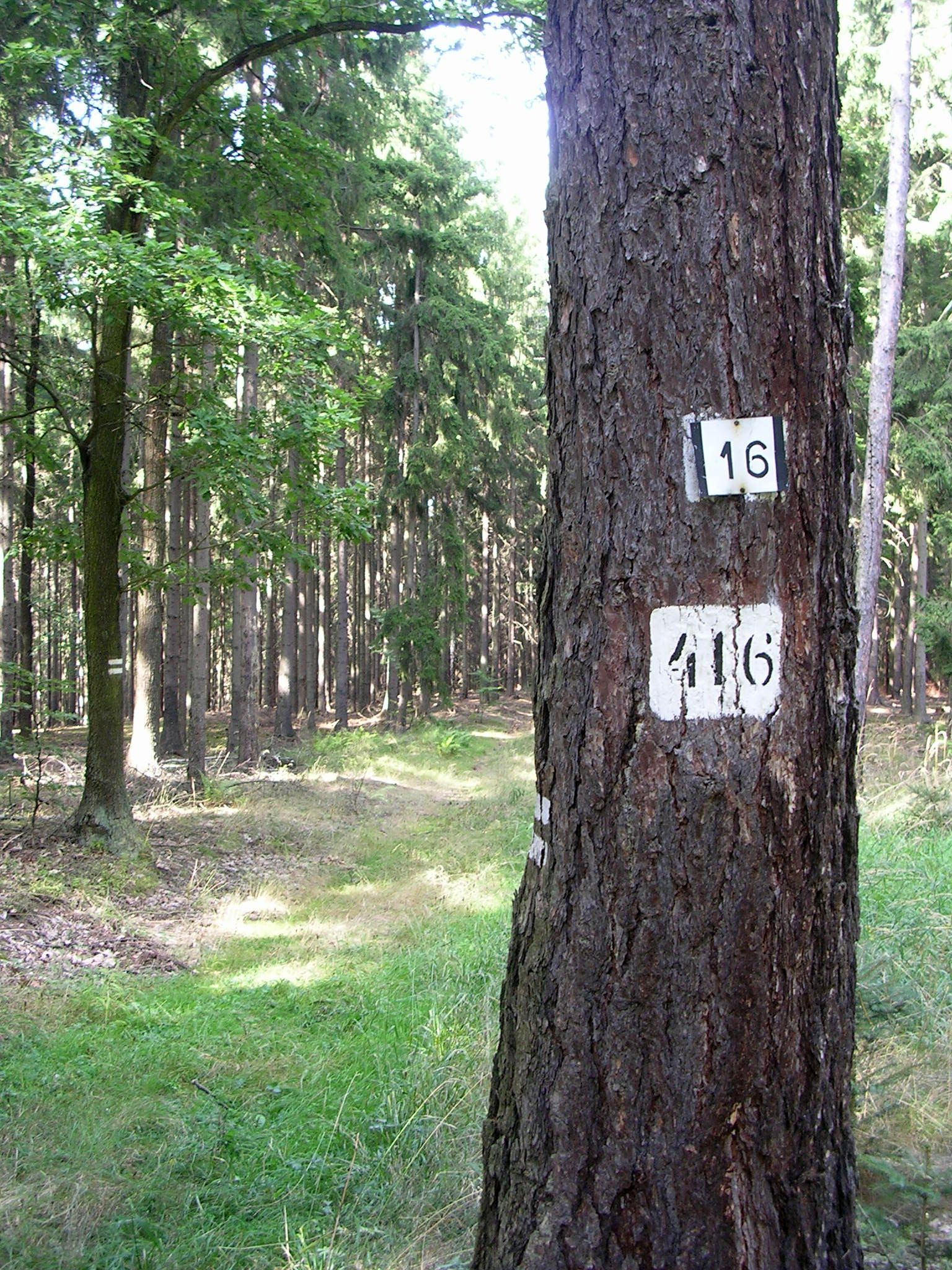
Lesnické značky na Rakovnicku

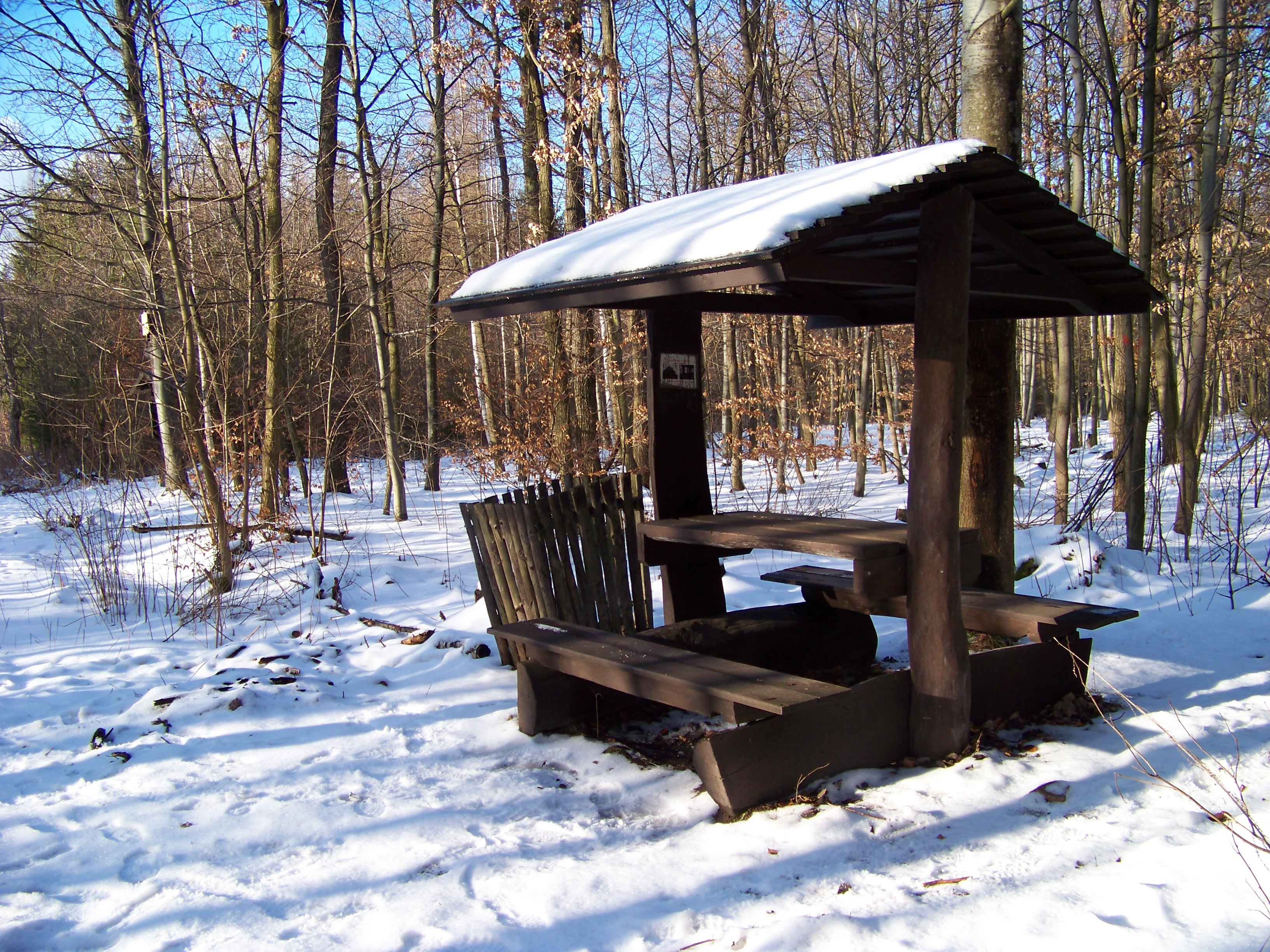
Turistické odpočívadlo Lesů ČR na Rakovnicku

Lesy ČR mají 12 krajských ředitelství (KŘ), jimž je podřízeno 72 lesních správ (LS) (stav v srpnu 2018).
- KŘ Frýdek-Místek (911)
  - Lesní správy Město Albrechtice (101), Karlovice (102), Bruntál (103), Janovice (104), Vítkov (105), Opava (106), Ostrava (109), Frýdek-Místek (110), Jablunkov (111), Ostravice (112), Frenštát pod Radhoštěm (115)
- KŘ Šumperk (913)
  - Lesní správy Javorník (121), Jeseník (122), Loučná nad Desnou (123), Hanušovice (124), Ruda nad Moravou (125), Šternberk (129), Prostějov (131)
- KŘ Zlín (915)
  - Lesní správy Rožnov pod Radhoštěm (116), Vsetín (117), Bystřice pod Hostýnem (134), Luhačovice (136), Buchlovice (138)
- KŘ Brno (916)
  - Lesní správy Strážnice (137), Bučovice (141), Černá Hora (144), Náměšť nad Oslavou (145), Znojmo (149)
- KŘ Jihlava (918)
  - Lesní správy Třebíč (148), Telč (150), Nové Město na Moravě (154), Ledeč nad Sázavou (155), Pelhřimov (191)
- KŘ Choceň (919)
  - Lesní správy Nasavrky (157), Svitavy (161), Lanškroun (163), Choceň (164), Lesní správy Rychnov nad Kněžnou (165)
- KŘ Brandýs nad Labem (921)
  - Lesní správy Nymburk (174), Mělník (176), Lužná (179), Křivoklát (180), Nižbor (181), Kácov (187)
- KŘ České Budějovice (928)
  - Lesní správy Český Rudolec (192), Jindřichův Hradec (193), Třeboň (194), Tábor (197), Vodňany (199), Český Krumlov (202), Vyšší Brod (204), Hluboká nad Vltavou (205), Nové Hrady (206)
- KŘ Plzeň (930)
  - Lesní správy Železná Ruda (209), Přeštice (212), Plasy (216), Stříbro (217), Klatovy (220), Domažlice (221), Horšovský Týn (222), Přimda (223)
- KŘ Karlovy Vary (932)
  - Lesní správy Toužim (226), Františkovy Lázně (228), Kraslice (229), Horní Blatná (230)
- KŘ Teplice (933)
  - Lesní správy Žatec (182), Klášterec nad Ohří (233), Litvínov (235), Litoměřice (236), Děčín (240), Rumburk (241)
- KŘ Liberec (936)
  - Lesní správy Česká Lípa (239), Ještěd (246), Jablonec nad Nisou (247), Frýdlant (249), Hořice (170), Dvůr Králové (172)

Dále mají Lesy ČR 4 lesní závody (LZ) podléhajících přímo generálnímu ředitelství:
- LZ Židlochovice (4)
  - spadá pod něj 1670 km² území, z nějž je zalesněno 15 %, včetně 97 km² lužních lesů. Pod ústředí spadá 7 polesí: Židlochovice, Velký Dvůr, Mikulov, Valtice, Lanžhot (Soutok), Tvrdonice, Moravský Krumlov a 2 střediska
- LZ Boubín (5)
- LZ Konopiště (6)
- LZ Kladská (9)

Semenářský závod (SZ) Týniště nad Orlicí (71) produkuje osivo a semena stromů a nabízí je k prodeji i externím zájemcům. Sazenice však většinou podnik Lesy ČR neprodukuje ve vlastní režii, ale pěstují je soukromé školkařské firmy.
Dále Lesy ČR mají 7 správ toků (ST), které vykonávají správu drobných vodních toků. Každá správa se člení na několik oblastí, z nichž každou má na starost jeden pracovník ve funkci správce toků. Oblasti jsou vymezené podle správních obvodů pověřených obcí.
- ST – oblast povodí Odry, Frýdek-Místek (951)
  - má dvě pracoviště, Frýdek-Místek a Krnov, ve správě má přes 3300 km toků, z toho přes 1700 km frýdecko-místecké pracoviště s 11 pracovníky a přes 1500 km krnovské s 6 pracovníky.
- ST – oblast povodí Dyje, Brno (952)
  - spravuje 2948 km vodních toků, má 13 pracovníků, z toho 8 správců vodních toků
- ST – oblast povodí Labe, Hradec Králové (953)
- ST – oblast povodí Vltavy, Benešov (954)
- ST – oblast povodí Ohře, Teplice (956)
- ST – oblast povodí Moravy, Vsetín (957)
  - spravuje přes 5000 km vodních toků a má 23 pracovníků, z toho 16 správců vodních toků

## Klimatická změna a kůrovec

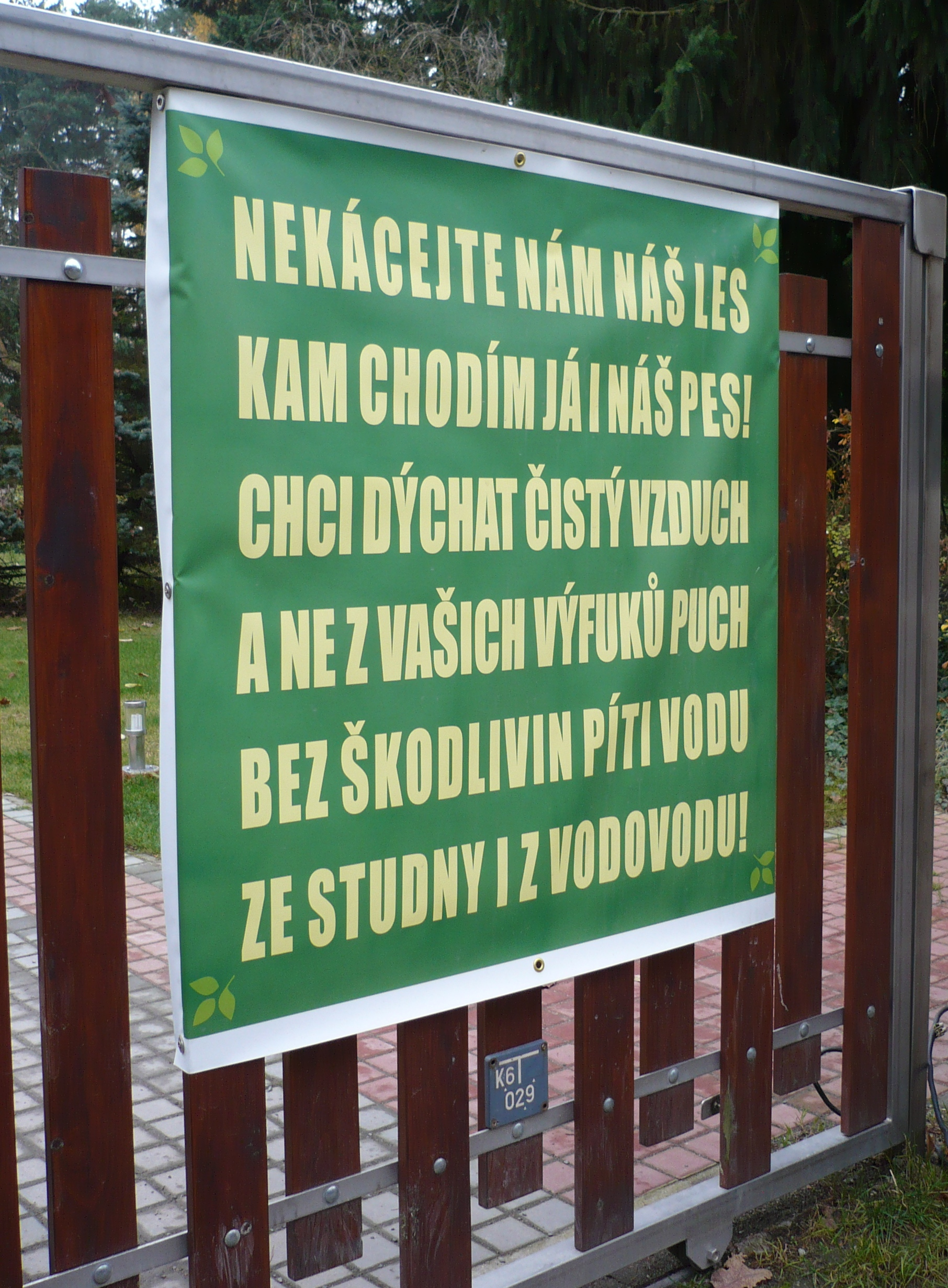
Protest jednoho z obyvatel Klánovic

Od roku 2015 sledujeme nejteplejších roky v historii měření ČHMÚ. Postupné zvyšování průměrné teploty v našich zeměpisných šířkách a nedostatečná, případně nerovnoměrná distribuce srážek v průběhu roku negativně ovlivňuje celkovou vodní bilanci v krajině. Snižuje se počet deštivých dnů, přibývá extrémních bouřek a přívalových dešťů. Celoročně se však vlivem vyšší celkové teploty zvyšuje reálný výpar a dostupné vláhy v lesních ekosystémech výrazně ubývá. Důsledkem je zvyšování sucha a tím zvyšování stresových faktorů pro lesní dřeviny. Souběžný efekt těchto vlivů způsobuje snižování vitality lesních porostů a zvláště náchylnou dřevinou je pak smrk ztepilý.
Smrk trpí stresem z nedostatku vláhy pod 600 mm ročního úhrnu. Mělký kořenový systém pronikající jen několik decimetrů do půdy není schopen využívat stále klesající hladinu dostupné vody a tím se snižuje jeho obranyschopnost proti škodlivým organismům, především pak proti podkornímu hmyzu, tedy kůrovcům. Negativní dopad srážkově podprůměrných let 2015 a 2016 způsobil rozsáhlé chřadnutí smrkových porostů, které se lavinovitě šíří do našich končin od východu. Primárně suchem oslabené dřeviny nejsou schopny vytvářet obranné látky a sekundárně tak podléhají podkornímu hmyzu nebo třeba houbovým onemocněním. Navíc dlouhotrvající extrémní teploty urychlují vývoj běžných druhů kůrovců a umožňují navýšení počtu generací či šíření v Česku doposud nepříliš rozšířených druhů, např. lýkožrouta severského.
Historicky je smrk ztepilý hlavní hospodářskou dřevinou, ale z dnešního pohledu je tento stav již neudržitelný. Smrk si své přirozené místo zachová snad jen v nejvyšších nadmořských výškách. Škody na jehličnatých porostech v nižších polohách jsou tak rozsáhlé, že je nutné jednorázově odlesňovat stovky hektarů víceméně monokulturních porostů. Lavinovité šíření kůrovcové kalamity nerespektuje státní ani vlastnické hranice. Obdobná situace se tak vyskytuje v polských i slovenských lesích, ale také v lesích vojenských, obecních či církevních. Pokud by se jednalo o mnohokráte absolvovanou gradaci kůrovců v souvislosti s jeho přemnožením na stromech vyvrácených větrem, tak by konvenční lesnické postupy velkoplošný rozpad dokázaly po relativně krátké době zastavit. V praxi by se k tomu používaly plastové feromonové lapače, stromové lapáky, insekticidní postřiky, sítě pro zakrývání napadeného dříví. Situace je však o mnoho komplikovanější, protože i s mnohem menším počtem atakujících brouků si chronicky oslabené porosty nedokáží samy poradit a množství hmyzu tak roste geometrickou řadou.
V současné době se lesníci snaží co nejvíce zpomalit odlesňování, aby získali více času na tvorbu druhově, prostorově a věkově rozrůzněných porostů. Obnova velkých kalamitních holin stinnými listnáči a jedlí je však velmi složitou záležitostí. Extrémně rychlý přechod od lesního prostředí k prostředí téměř stepnímu způsobuje mimo jiné rychlou mineralizaci humusových horizontů, výrazné ovlivňuje vodní režim a vodní bilanci, plochy výrazně zabuřeňují, zvyšuje se eroze půdy či dochází ke kumulaci škod spárkatou zvěří. Jen bohatá směs jehličnatých a listnatých dřevin různého stáří však může být zárukou vyšší stability a odolnosti vůči přírodním vlivům, které přijdou v budoucnu.

## Podpora turistiky
Podnik se stal sponzorem Klubu českých turistů a sám začal budovat síť naučných stezek. Ke konci roku 2010 prezentoval na svém webu 35 lesnických naučných stezek. Jejich výčet uveřejňuje i časopis KČT Turista.

## Správa vodních toků a bystřin
Státní podnik Lesy České republiky spravuje v současné době v rámci celého státu přes 38 tisíc km vodních toků a bystřin a přes 820 malých vodních nádrží. Jedná se většinou o vodní toky s větším podélným sklonem, výraznou erozivní činností a charakteristickým splaveninovým režimem nacházející se v pramenných oblastech a horních částech povodí.
Mapa působnosti vodních toků.

## Lesnické parky
Myšlenka zakládání lesnických parků jakožto příkladných objektů trvale udržitelného hospodaření v lesích a v krajině dokázala v letech 2009–2010 sjednotit celou lesnickou veřejnost a dostala plnou podporu nejvýznamnějších lesnických institucí i osobností v ČR, včetně obou lesnických fakult. Proto byl v lednu 2010 schválen Standard lesnických parků jako koncepční dokument Ministerstva zemědělství.
Následně byl dne 13. května 2010 slavnostně založen první lesnický park – Lesnický park Křivoklátsko.
Rok 2011 – Mezinárodní rok lesů – je rovněž rokem založení dalších dvou lesnických parků – Lesnického parku Masarykův les Křtiny Archivováno 15. 2. 2019 na Wayback Machine.  a Lesnického parku Bezděz.
V roce 2017 byl založen Modelový les Česká republika.
27. října 2017 státní podnik Lesy České republiky vyhlásil nový Lesnický park Podkomorské lesy, který po obou stranách Brněnské přehrady kopíruje hranice přírodního parku Podkomorské lesy.

## Projekty
- V roce 1999 založil podnik společně se Sdružením Tereza projekt „Les ve škole - škola v lese“, jehož součástí je program Školní les do kapsy.
- Od roku 2020 podnik pořádá celostátní lesnickou akci pro veřejnost „Den za obnovu lesa“.

## Vedení společnosti

### Generální ředitelé
- 01/1992–09/2003 – Jiří Oliva
- 10/2003–01/2005 – Kamil Vyslyšel
- 01/2005–02/2006 – Vladimír Blahuta
- 02/2006–02/2007 – František Koníček
- 02/2007–11/2007 – Jiří Holický
- 11/2007 – Vladimír Dolejský (pověřený řízením)
- 12/2007–12/2008 – Jiří Novák
- 01/2009–11/2012 – Svatopluk Sýkora
- 12/2012–03/2014 – Michael Gaube (pověřený řízením)
- 04/2014–05/2018 – Daniel Szórád
- 05/2018–08/2018 – Tomáš Pospíšil (pověřený řízením)
- 09/2018–12/2021 – Josef Vojáček
- 12/2021–11/2022 – Jiří Groda (pověřený řízením)
- 12/2022–... – Dalibor Šafařík

### Dozorčí rada
Ke 23. lednu 2022:
- Ing. Jaromír Vašíček, CSc., předseda
- Mgr. Patrik Mlynář
- Ing. Miroslav Jankovský
- Ing. Jaromír Kříha
- Zbyněk Nečas
- Ing. Jiří Pondělíček
- prof. Ing. Petr Sklenička, CSc.

## Hospodaření
Podle výročních zpráv podniku je jeho hospodaření následující:
| Rok  | Výměra lesních pozemků (v tis. ha) | Porostní plocha (v tis. ha) | Těžba (v tis. m³) | Obnova lesa (v tis. ha) | Výchova mladých lesních porostů (v tis. ha) | Výnosy celkem (v mil. Kč) | Náklady celkem (v mil. Kč) | Počet zaměstnanců (osob) |
| ---- | ---------------------------------- | --------------------------- | ----------------- | ----------------------- | ------------------------------------------- | ------------------------- | -------------------------- | ------------------------ |
| 2008 | 1 351                              | 1 310                       | 8 252             | 11,3                    | 36,7                                        | 10 867                    | 10 406                     | 3 666                    |
| 2009 | 1 345                              | 1 308                       | 7 723             | 12,8                    | 41,5                                        | 9 135                     | 8 553                      | 3 547                    |
| 2010 | 1 343                              | 1 306                       | 8 052             | 13,6                    | 43,7                                        | 11 288                    | 8 730                      | 3 242                    |
| 2011 | 1 342                              | 1 306                       | 8 024             | 13,7                    | 45,8                                        | 13 261                    | 9 036                      | 3 177                    |
| 2012 | 1 338                              | 1 300                       | 7 844             | 13,1                    | 40,1                                        | 13 113                    | 8 705                      | 3 213                    |
| 2013 | 1 337                              | 1 300                       | 8 040             | 13,9                    | 40                                          | 14 050                    | 10 060                     | 3 271                    |
| 2014 | 1 287                              | 1 253                       | 7 977             | 13,6                    | 40                                          | 13 564                    | 6 746                      | 3 335                    |
| 2015 | 1 228                              | 1 196                       | 7 703             | 11,6                    | 33,5                                        | 13 133                    | 7 738                      | 3 376                    |
| 2016 | 1 199                              | 1 166                       | 8 104             | 11,6                    | 31                                          | 11 638                    | 7 479                      | 3 475                    |
| 2017 | 1 192                              | 1 160                       | 8 054             | 10,3                    | 27,9                                        | 11 035                    | 7 951                      | 3 563                    |
| 2018 | 1 194                              | 1 160                       | 10 733            | 9,7                     | 18,7                                        | 8 502                     | 8 433                      | 3 538                    |
| 2019 | 1 197                              | 1 162                       | 13 901            | 12,4                    | 15,6                                        | 7 817                     | 8 605                      | 3 450                    |
| 2020 | 1 193                              | 1 161                       | 14 354            | 16,1                    | 15,2                                        | 12 153                    | 12 109                     | 3 483                    |
| 2021 | 1 176                              | 1 144                       | 11 416            | 22,1                    | 18,7                                        | 16 788                    | 14 045                     | 3 638                    |
| 2022 | 1 190                              | 1 156                       | 9 223             | 20,3                    | 26,6                                        | 22 241                    | 17 213                     | 3 708                    |